# Ralph Nader
Ralph Nader (Winsted, Connecticut, 27. veljače 1934.) je američki odvjetnik, pisac, predavač i politički aktivist u oblastima prava potrošača, humanosti, zaštite životne sredine i demokratske vlade. Nader je bio i neovisni kandidat na izborima za predsjednika Sjedinjenih Američkih Država 2008.
Nader je doprinio osnivanju mnogih nevladinih i vladinih organizacija, poput Agencije za zaštitu životne sredine (EPA), Administracije za sigurnost i zdravlje na radu (OSHA), progresivne grupe Javni građanin, i nekoliko grupa za istraživanja u javnom interesu (PIRG), uključujući i NYPIRG. Nader je tvrdi kritičar korporacija, za koje veruje da imaju previše moći i da podrivaju temeljne američke vrijednosti demokracije i ljudskih prava. U vezi svoje uloge kao zaštitnika potrošača, Nader je 1969. godine bio na naslovnoj strani časopisa Time.
Nader je sudjelovao u kampanjama za predsjednika SAD-a pet puta: 1992., 1996., 2000., 2004. i 2008. 1992. godine, bio je write-in kandidat na stranačkim predizborima i u Republikanskoj i u Demokratskoj stranci u New Hampshire-u, kao i u drugim predizborima.
1996. i 2000., Nader je bio kandidat Zelene stranke; 2004., bio je nezavisni kandidat, ali je uživao podršku Reformske stranke. Njegove kampanje su bile kontroverzne, posebno ona iz 2000. godine, kada su demokrati Nadera optuživali da je kriv za to što je Al Gore izgubio izbore od Georgea W. Busha. Nader je u emisiji Meet The Press, 24. veljače 2008, televizije NBC objavio svoju kandidaturu za predsjednika 2008.
Nader je diplomirao na Sveučilištu Princeton 1955. i na Pravnoj školi Sveučilišta Harvard 1958. 
Sljedeće 1959. godine je služio šest mjeseci u Kopnenoj vojsci Sjedinjenih država, a zatim je počeo raditi kao odvjetnik u Hartfordu. Od 1961. do 1963. bio je profesor povijesti i vlade na Sveučilištu Hartforda. 1964. godine, Nader se preselio u Washington, gdJe je radio za pomoćnika sekretara za rad Daniela Patricka Moynihana, i bio savjetnik Potkomiteta za sigurnost automobila Senata SAD. Ranih 1980-tih, Nader je predvodio snažan lobi koji se usprotivio odobravanju masovnog eksperimenta s umjetnim implantima za sočiva od strane Savezne adinistracije za hranu i lijekove. Nader je bio i predavač na Washingtonskom pravnom koledžu Američkog Sveučilišta.

## Sukob s automobilskom industrijom
Naderovi pri članci o sigurnosti potrošača pojavili su se u „Harvard law recordu“, studentskom izdanju na Pravnoj školi Sveučilišta Harvard, a automobilsku industriju prvi put je kritizirao u članku koji je napisao za časopis Nation 1959. pod nazivom „Siguran automobil koji ne možete kupiti“. 1965. godine, Nader je napisao studiju Unsafe At Any Speed („Nesiguran pri ma kojoj brzini“), u kojoj je nastojao dokazati da su mnogi američki automobili nesigurni, posebno Chevrolet General Motorsa. Corvair je već bio u mnogim udesima u kojima je došlo do okretanja i prevrtanja, i protiv General Motors je vođeno preko 100 sudskih sporova vezanih za udese s ovim popularnim automobilom. Ovi sudski sporovi dali su početni materijal za Naderovu istragu o sigurnosti ovog automobila. GM je pokušao diskreditirati Nadera, upošljavajući privatne detektive koji su prisluškivali njegove telefone i istraživali njegovu prošlost, i unajmljujući prostitutke kako bi ga uhvatili u kompromitirajućim situacijama. GM nije branio automobil ni u popularnom tisku, gdje je imao značajan korporativni utjecaj, ni u stručnim časopisima (auto-inženjeri su već znali da je Corvairovo ponašenje očajno). Nakon što je saznao za korake General Motorsa, Nader je uspješno tužio tvrtku za narušavanje privatnosti, natjerao je da se javno ispriča i iskoristio najveći dio od $284.000 neto poravnanja kako bi proširio svoje napore u oblasti prava potrošača. Po Naderovoj tužbi protiv GM konačno je odlučivao Prizivni sud u New Yorku, čije je mišljenje u ovom slučaju proširilo privatno pravo kako bi pokrilo „previše revnosno praćenje“.
Naderova zalaganja za sigurnost automobila i publicitet koji je privuklo objavljivanje studije „Nesiguran pri ma kojoj brzini“, zajedno sa zabrinutošću nad porastom broja poginulih u prometnim nesrećama širom SAD-a, doveli su do jednoglasnog usvajanja Nacionalnog zakona o prometu i sigurnosti motornih vozila iz 1966. Zakon je ustanovio Nacionalnu administraciju za sigurnost magistralnog prometa (NTHSA), i označio je povijesno premještanje odgovornosti za sigurnost automobila s potrošača na proizvođača. Zakon je učinio obaveznim u SAD niz sigurnosnih uređaja, počevši od sigurnosnih pojaseva i jačih vjetrobrana.
Izvještaj sigurnosne povjerenstvo Nacionalne administracije za sigurnost magistralnog prometa iz 1972, koji je sproveden na Teksas A&M Sveučilištu, zaključio je da model Corvaira iz 1960-1963 nije imao veći potencijal za gubitak kontrole u ekstremnim situacijama od svojih suvremenika. Međutim, u knjizi On a Clear Day You Can See General Motors Johna DeLoriana, „autobiografiji“ General Motors, objavljenoj 1979. pod imenom G. Patrika Righta, DeLorianovog zaposlenog pisca, DeLorian, dugogodišnji direktor u auto industriji, tvrdi da su Naderove kritike bile točne. Konkretni problemi u dizajnu Corvaira ispravljeni su u posljednjim godinama njegove proizvodnje, ali ime modela je tada već bilo bespovratno kompromitirano.

## Aktivizam
Stotine aktivista, koji su postali poznati kao „Naderovi raideri“, pomagali su u Washingtonu Naderu u njegovim drugim projektima u istraživanju vladine korupcije, objavljujući desetine knjiga s rezultatima ovih istraživanja. Nader je 1971. osnovao nevladinu organizaciju Public Citizen („Javni građanin“), kao natkrovnu organizaciju za ove projekte. Danas, Javni građanin ima preko 140.000 članova i brojne istraživače koji ispituju kongresna, zdravstvena, ekonomska, pitanja zaštite životne sredine, i druga pitanja. Smatra se da je njihov rad utro put usvajanju Zakona o sigurnoj vodi za piće i Zakona o slobodi informacija, i doveo do osnivanja Administracije za sigurnost i zdravlje na radu, Agencije za zaštitu životne sredine SAD i Povjerenstva za sigurnost potrošačkih proizvoda.
Tokom 1970-tih i 1980-tih, Nader je bio jedan od ključnih vođa u pokretu protiv atomske energije. Nader se zalaže za potpuno napuštanje atomske energije u korist solarne, eolske, geotermalne i energije plime i oseke, navodeći u korist svoje pozicije razloge zaštite životne sredine, sigurnost radnika, preseljenje radne snage, nacionalnu sigurnost, spremnost za izvanredne situacije, vanjsku politiku, odgovornost vlasti i pitanja demokratske vlade.
Nader je 1980. dao ostavku na položaj direktora Javnog građanina kako bi radio na drugim projektima, osnivajući desetine nevladinih organizacija i snažno vodeći kampanje protiv opasnosti za koje on vjeruje da prijete od velikih multinacionalnih korporacija.

## Predsjedničke kampanje
Ralph Nader je bio kandidat za predsjednika Sjedinjenih Američkih Država pet puta. Najveći broj glasova (2.882.955 ili 2,74%) osvojio je u tijesnim i kontroverznim izborima 2000.

### Kontroverza o efektu glasova za treće stranke
Sjedinjene Američke Države imaju (na saveznoj zakonodavnoj i izvršnom razini) većinski izborni sustav koji snažno favorizira dvije najjače stranke. Sve ostale stranke nazivaju se „trećim strankama“ i, osim u formativnim danima američke demokracije, nisu imale značajniji broj izabranih predstavnika.
Na predsjedničkim izborima 2000, konačan ishod izbora ovisio je od tijesnog rezultata na Floridi, gdje je na kraju kandidat Republikanske stranke George W. Bush pobijedio kandidata Demokratske stranke Ala Gorea s 537 glasova razlike. Nader je osvojio 97.421 glas. Mnogi su tada tvrdili da je Nader otrgao glasove mahom od Gorea, što je preteglo izbore u Bushovu korist. Sam Nader, u svojoj knjizi Crashing the Party i na svom mrežnom mjestu, kaže: „Godine 2000, ankete na izlazu s birališta su govorile da bi 25% mojih birača glasalo za Busha, 38% bi glasalo za Gorea, dok ostali uopće ne bi glasali.“

## Priznanja
1999. godine, panel eminentnih novinara koji je okupio Njujorško Sveučilište (NYU) rangirao je Naderovu knjigu Unsafe At Any Speed („Nesiguran pri ma kojoj brzini“) na mjestu 38 među 100 najboljih novinarskih djela XX stoljeća. Časopis Life je 1990, a Time 1999. naveo Nadera kao jednog od 100 najutjecajnijih Amerikanaca XX stoljeća. U svom članku „100 najuticajnijih Amerikanaca“ svih vremena, u kojem je deset pozvanih povjesničara rangiralo Nadera na 96. mestu, „Atlantik monthly“ je naveo: